# شهرستان کمروفسکی
شهرستان کمروفسکی (به لاتین: Kemerovsky District) یک شهرستان در روسیه است که در استان کمروو واقع شده‌است.